# Seid Izet Efendic
Seid Izet Efendic, statsråd i osmanska riket. Ursprungligen från byn Potoci i närheten av staden Pljevlja i nuvarande montenegrinska delen av Sandžak (dåvarande osmanska provinsen Bosnien). Far till den osmanske storvesiren Damat Ferid Pasha Efendic.